# Sociedad Histórica del Titanic
La Sociedad Histórica del Titanic (Titanic Historical Society, THS por sus siglas en inglés), es una organización sin ánimo de lucro fundada en 1963 cuyo objetivo es la preservación y divulgación de la historia del famoso transatlántico RMS Titanic, cuyo hundimiento en el océano Atlántico el 15 de abril de 1912 se convirtió en uno de los peores desastres marítimos de la historia.
Su oficina central está formada por personas de todas las nacionalidades, como británicos, estadounidenses, canadienses y franceses, las cuales fueron las nacionalidades más presentes a bordo del buque. Su fundador fue Edward S. Kamuda y los principales objetivos de la organización son:
- La publicación trimestral de la revista The Titanic Commutator.
- El Museo del Titanic, el cual pone a exposición objetos donados por los supervivientes.
- Una conferencia anual en la que expertos sobre el tema exponen y hablan sobre las causas del hundimiento y la catástrofe.

Durante muchos años, supervivientes del Titanic como las británicas Millvina Dean y Barbara West fueron invitadas honoríficas a estas conferencias. En abril de 1992, la sociedad conmemoró el 80.º aniversario de la catástrofe con ceremonias en Estados Unidos y el Reino Unido. El evento congregó a más de diez supervivientes de aquel entonces, como la británica Eva Hart, el francés Michel Marcel Navratil, a la india-estadounidense Ruth Becker y Beatrice Sandstrom.
Además, la sociedad no sólo trabaja para preservar la historia del Titanic, sino también la de otros barcos, en especial los buques hermanos del Titanic, el RMS Olympic y el HMHS Britannic de la White Star Line, o barcos de la misma época como el RMS Lusitania de la Cunard Line. También publican artículos de barcos igualmente famosos como el Queen Mary o el SS Normandie, publicados en la revista The Titanic Commutator.
A lo largo de su historia, la sociedad ha expresado un fuerte respaldo al Dr. Robert Ballard, descubridor de los restos del Titanic, en sus exploraciones al pecio y este ha dado charlas en las conferencias de la sociedad. La sociedad también participó en el film del Titanic de 1997 del director James Cameron, e incluso algunos miembros de la sociedad aparecieron en cortas escenas del filme.